# Tallåsen
Tallåsen is een plaats in de gemeente Ljusdal in het landschap Hälsingland en de provincie Gävleborgs län in Zweden. De plaats heeft 608 inwoners (2005) en een oppervlakte van 143 hectare. De meeste mensen die in de plaats wonen werken niet in de plaats, maar pendelen heen en weer tussen de plaats en de 5 kilometer ten zuidoosten gelegen plaats Ljusdal. De rivier de Sillerboån stroomt door de plaats.